# Melodije morja in sonca
Melodije morja in sonca (tudi: MMS, Melodie del mare e del sole) je glasbeni festival ustanovljen leta 1978, njegov idejni vodja pa je bil Berti Rodošek.
Najprej je bilo prizorišče v Piranu, takoj naslednje leto pa v Portorožu, kjer je festival potem največkrat gostoval (izjema so leta 1978, 1980 in 1998, ko je festival potekal na piranskem Tartinijevem trgu, ter obdobje 1993−1996, ko je bilo prizorišče Titov trg v Kopru). Ob zatonu Slovenske popevke se je poskušalo slovensko festivalsko dogajanje po vzoru drugih obmorskih festivalov po Jugoslaviji, predvsem splitskega, in svetu preizkusiti tudi na slovenski obali. Festival se je že kmalu pokazal za zelo uspešnega in kvalitetnega ter postregel z mnogimi uspešnicami, med katerimi so številne postale zimzelene.
MMS je do leta 2003 potekal pod medijskim pokroviteljstvom RTV Slovenija, ki je poskrbela za televizijski in radijski prenos. Med letoma 2004 in 2007 je bil v rokah mariborske Net TV. Po enoletnem premoru je bil 2009 festival ponovno organiziran s pomočjo RTV Slovenija. V letih 2010 in 2011 festivala ni bilo, od leta 2012 pa Melodije morja in sonca zopet potekajo vsako leto v organizaciji Avditorija Portorož.  RTV Slovenija zagotavlja prenos prireditve. Lastnica blagovne znamke festival MMS je Občina Piran.